# Raionul Bahciîsarai, Crimeea
Bahciîsarai (în ucraineană Бахчисарайський район, transliterat: Bahciîsaraiskîi raion) este un raion în Republica Autonomă Crimeea, Ucraina. Reședința sa este orașul Bahcisarai.

## Demografie
Componența lingvistică a raionului Bahciîsarai
     Rusă (69,3%)
     Tătară crimeeană (20,11%)
     Ucraineană (8,21%)
     Alte limbi (0,38%)
Conform recensământului din 2001, majoritatea populației raionului Bahciîsarai era vorbitoare de rusă (69,3%), existând în minoritate și vorbitori de tătară crimeeană (20,11%) și ucraineană (8,21%).